# Peter Gustavsson (Eishockeyspieler, 1958)
Peter Carl-Gustaf Gustavsson (* 30. März 1958 in Bollebygd; † 3. September 2023 in Göteborg) war ein schwedischer Eishockeyspieler, der in seiner aktiven Zeit von 1977 bis 1994 unter anderem für die Colorado Rockies in der National Hockey League gespielt hat. Sein Sohn Mathias Porseland ist ebenfalls ein professioneller Eishockeyspieler.

## Karriere
Peter Gustavsson begann seine Karriere als Eishockeyspieler bei Västra Frölunda, für dessen Profimannschaft er zunächst von 1977 bis 1981 in der Elitserien, der höchsten schwedischen Spielklasse, aktiv war. In der Saison 1979/80 erreichte er dabei mit seiner Mannschaft das Playoff-Finale, in dem er mit Västra Frölunda in der Best-of-Five-Serie Brynäs IF mit 2:3 Siegen unterlag. Am 11. Mai 1981 unterschrieb der Flügelspieler einen Vertrag als Free Agent bei den Colorado Rockies, für die er in der Saison 1981/82 in zwei Spielen, bei denen er punkt- und straflos blieb, in der National Hockey League auf dem Eis stand. Die gesamte restliche Spielzeit verbrachte er allerdings bei deren Farmteam Fort Worth Texans in der Central Hockey League. Für die Texans erzielte er in 59 Spielen acht Tore und gab elf Vorlagen.
Im Sommer 1982 kehrte Gustavsson in seine schwedische Heimat zurück, wo er einen Vertrag bei seinem Ex-Klub Västra Frölunda erhielt. Mit diesem musste er in der Saison 1983/84 den Abstieg in die zweitklassige Division 1 hinnehmen. Anschließend blieb er der Mannschaft aus Göteborg treu und verbrachte fünf Spielzeiten in der Division 1, ehe er mit seinem Team 1989 den Wiederaufstieg in die Elitserien erreichte. Für die Saison 1990/91 unterschrieb der Schwede einen Vertrag beim Zweitligisten Hanhals HF. Daraufhin pausierte er zwei Jahre lang mit dem Eishockey, ehe er in der Saison 1993/94 für den Drittligisten Härryda HC auflief. Anschließend beendete er im Alter von 36 Jahren seine Karriere.
Peter Gustavsson starb im September 2023 im Alter von 65 Jahren.

## Erfolge und Auszeichnungen
- 1980 Schwedischer Vizemeister mit Västra Frölunda
- 1989 Aufstieg in die Elitserien mit Västra Frölunda